# Stazione di Kizu (Kyoto)
La stazione di Kizu (木津駅?, Kizu-eki) è una stazione ferroviaria di interscambio situata nella città di Kizugawa, nella prefettura di Kyoto in Giappone. È gestita dalla JR West e serve le linee Katamachi (linea Gakkentoshi), Yamatoji (parte della linea principale Kansai) e Nara.

## Linee
JR West
■ Linea Yamatoji
■ Linea Nara
■ Linea Katamachi

## Struttura
La stazione è costituita da due marciapiedi a isola per 4 binari totali in superficie.
| 1   | ■ Linea Katamachi             | per Shijōnawate, Kyōbashi e Amagasaki |
| 1   | ■ Linea Nara                  | per Uji e Kyoto                       |
| 2   | ■ Linea Yamatoji              | per Kamo e Kameyama                   |
| 2   | ■ Linea Nara                  | per Uji e Kyoto                       |
| 3-4 | ■ Linea Yamatoji ■ Linea Nara | per Nara, Tennōji e Ōsaka             |

## Stazioni adiacenti
| ≪                       | Servizio                                       | ≫                       |
| Linea Yamatoji (Kansai) | Linea Yamatoji (Kansai)                        | Linea Yamatoji (Kansai) |
| ----------------------- | ---------------------------------------------- | ----------------------- |
| Kamo                    | Locale Rapido regionale Rapido Rapido Yamatoji | Narayama                |
| Tamamizu                | Rapido Rapido Miyakoji                         | Nara                    |
| Linea Nara              |                                                |                         |
| Kamikoma                | Locale Rapido regionale                        | Narayama                |
| Tamamizu                | Rapido Rapido Miyakoji                         | Nara                    |
| Linea Katamachi         |                                                |                         |
| Capolinea               | Locale                                         | Nishi-Kizu              |
| Narayama                | Rapido regionale Rapido                        | Nishi-Kizu              |